# Université du Kansai
L'université du Kansai (en japonais : 関西大学) est une université privée de la région du Kansai; elle a plusieurs campus dans la préfecture d'Osaka: à Suita, Osaka, Takatsuki et Sakai.

## Histoire
L'université du Kansai a son origine dans une école de droit fondée par un petit nombre de juges et d'hommes d'affaires en 1886 à Osaka. Une loi régissant l'enseignement supérieur (専門学校令, Senmon gakkō rei) est promulguée en 1902 par le gouvernement et, dans ce cadre, l'établissement se réforme la même année en prenant le nom d'"Université du Kansai" et en restructurant ses départements d'enseignement. Le statut d'université est acquis en 1905. En 1922, son campus est déplacé à Suita. Une ouverture à l'international s'amorce avec l'accueil d'étudiants venant de Chine en 1908[réf. nécessaire].

## Facultés
- Campus de Senriyama[4] (à Suita, dans la préfecture d'Osaka)
  - Faculté de droit
  - Faculté de lettres
  - Faculté d’économie
  - Faculté de commerce
  - Faculté des sciences sociales
  - Faculté de langues
  - Faculté de sciences politiques (政策創造学部, Faculty of Policy Studies)
  - Faculté de sciences naturelles (システム理工学部, Faculty of Engineering Science)
  - Faculté de génie écologique et de génie civil (環境都市工学部, Faculty of Environmental and Urban Engineering)
  - Faculté de chimie et de biotechnologie (化学生命工学部, Faculty of Chemistry, Materials and Bioengineering)
- Campus de Takatsuki[5]
  - Faculté d'informatique
- Campus Takatsuki-Muse[6] (à Takatsuki, dans la préfecture d'Osaka):
  - Faculté de sécurité (社会安全学部, Faculty of Safety Science).
- Campus de Sakai[7] (à Sakai, dans la préfecture d'Osaka):
  - Faculté des sciences de la santé (人間健康学部, Faculty of Health and Well-being).

### Galerie

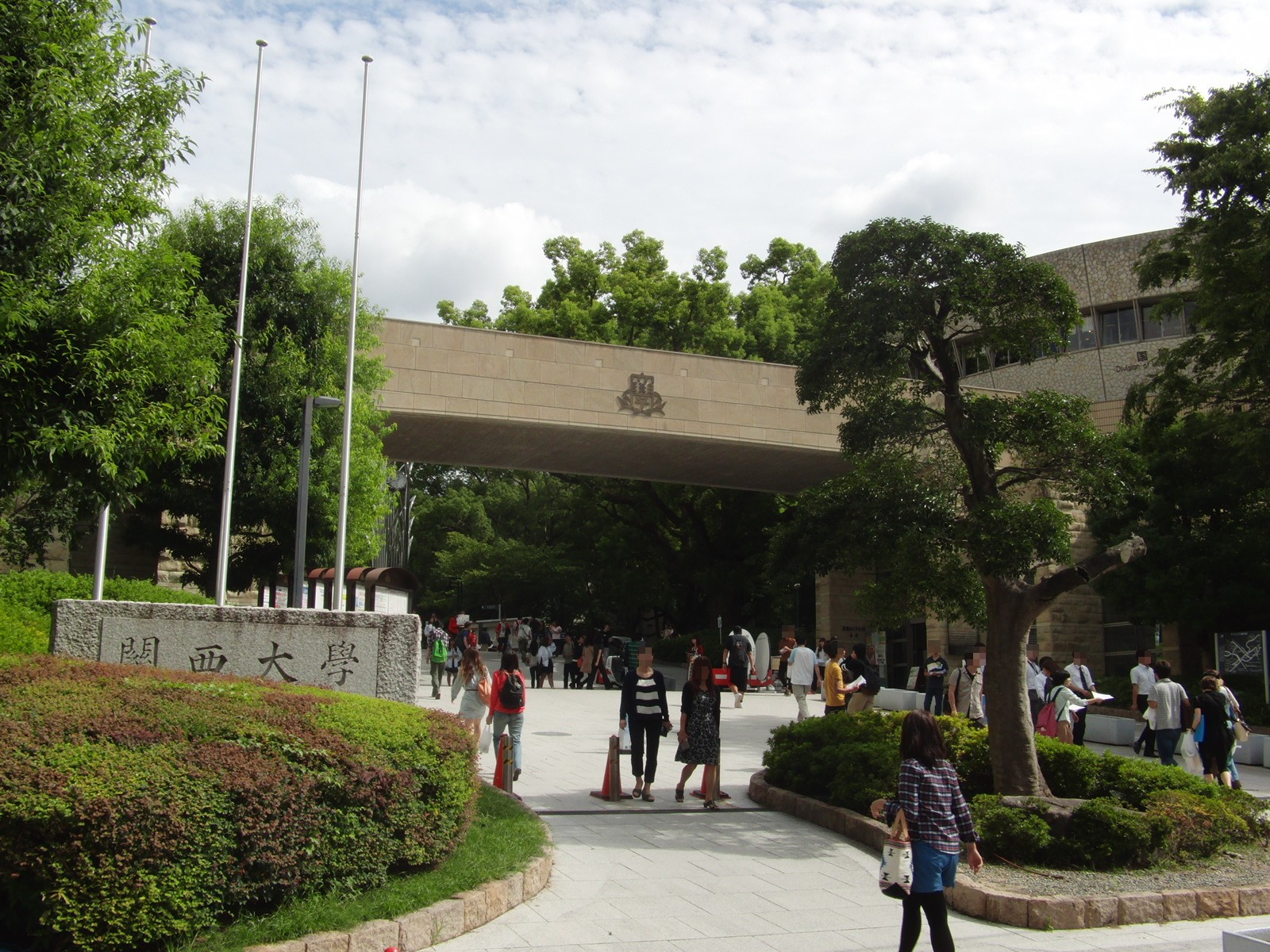
Porte principale de l'Université du Kansai (Campus de Senriyama).
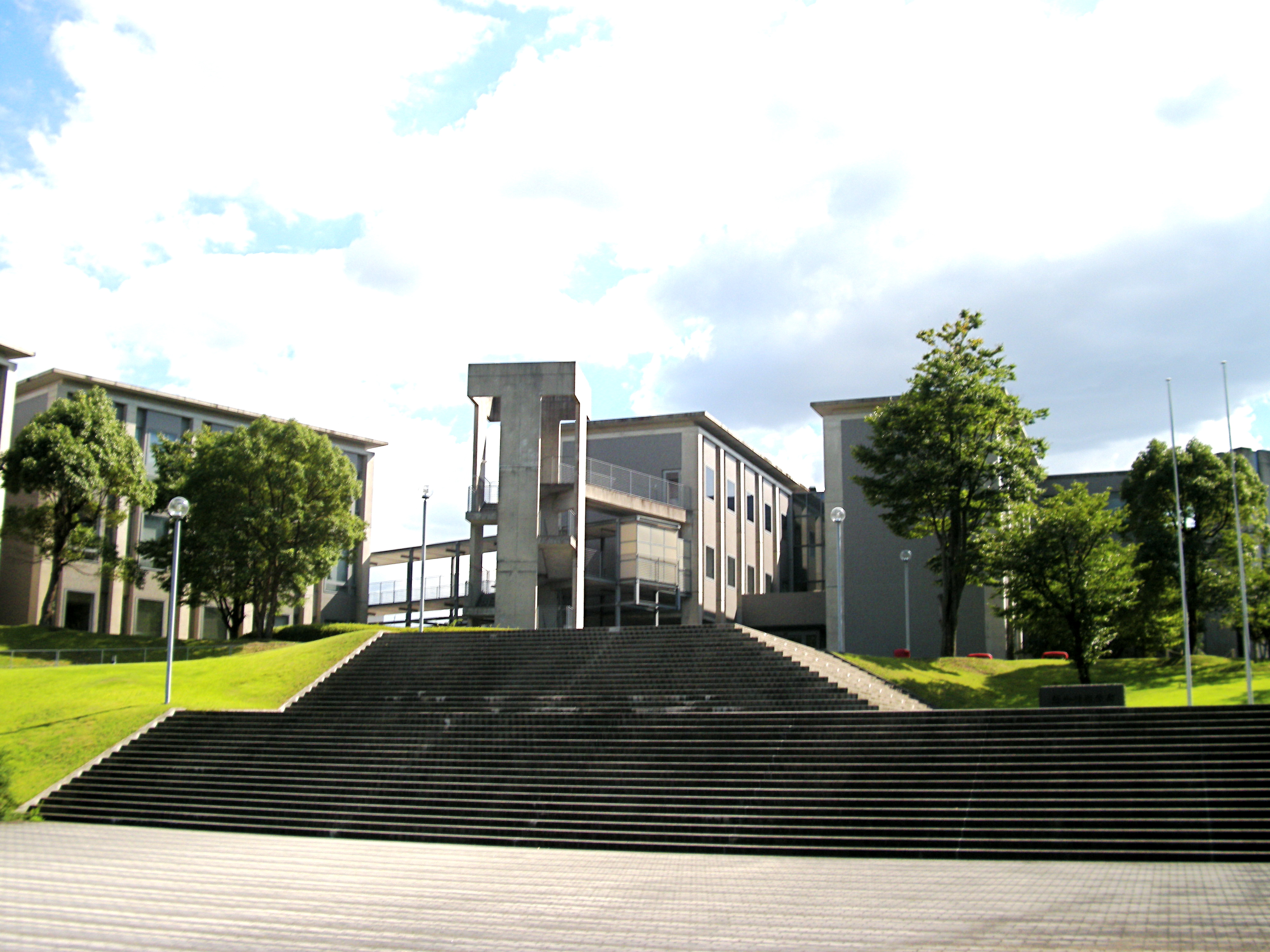
Campus de Takatsuki
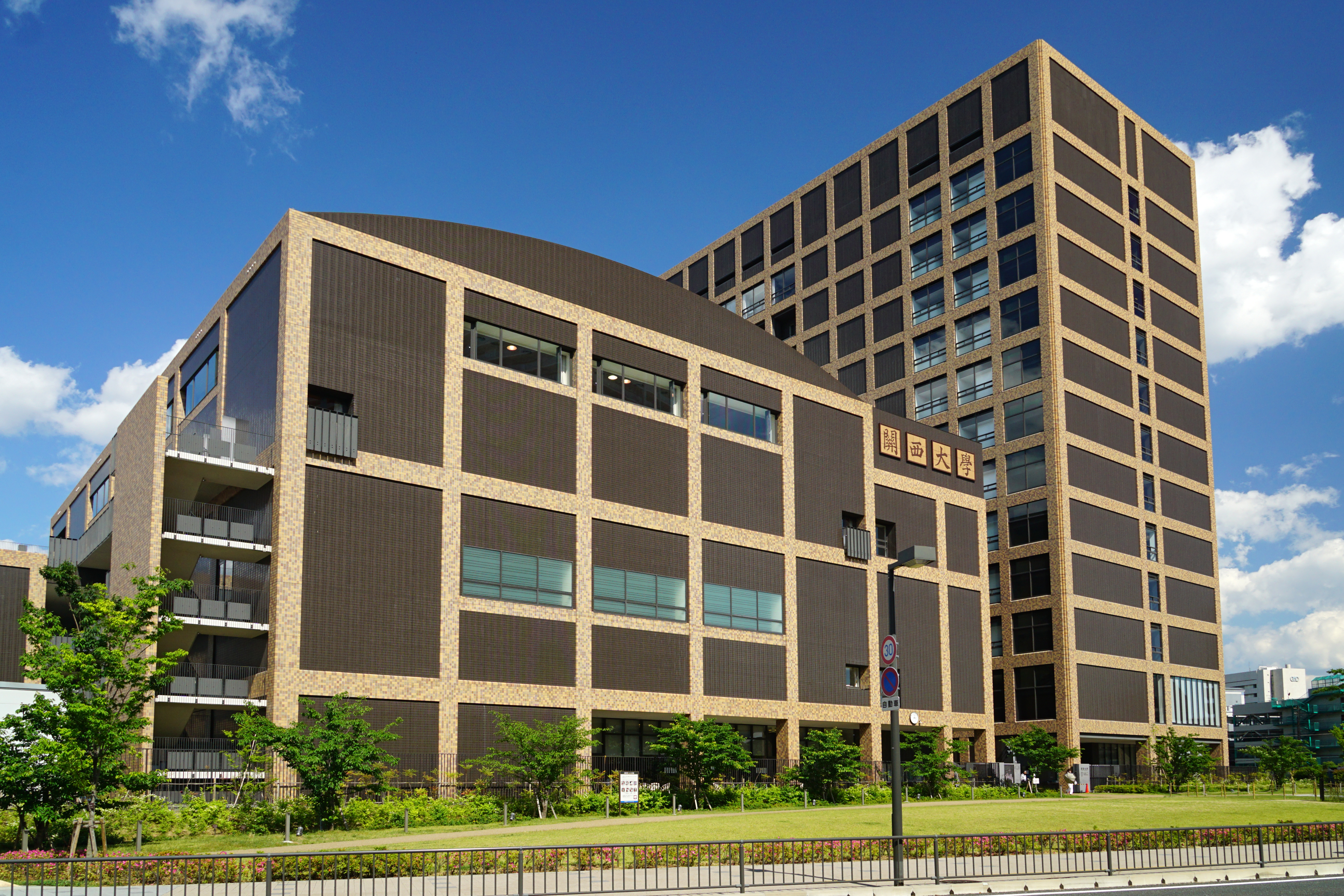
Campus de Takatsuki-MUSE
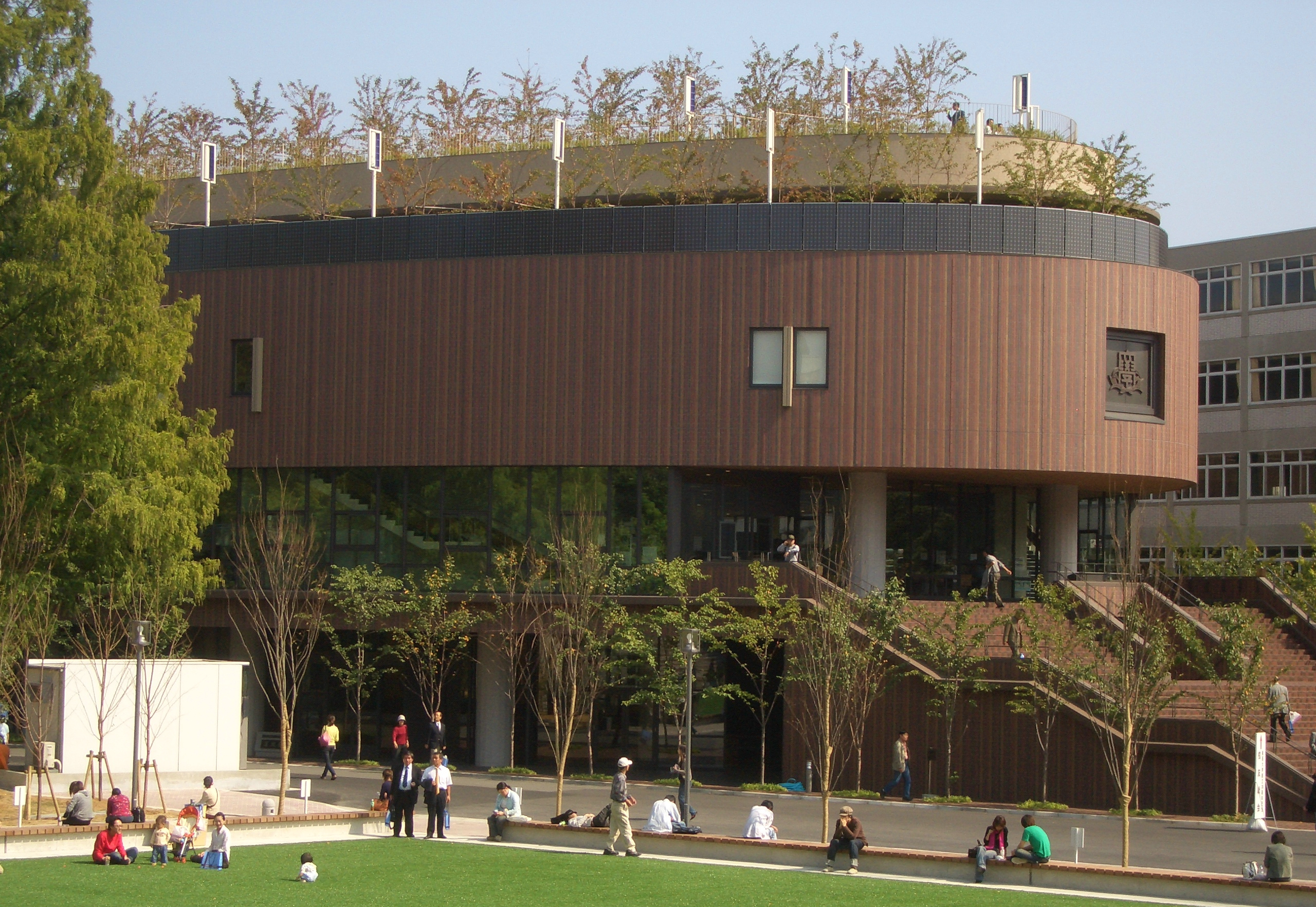
Librairie et cafétéria
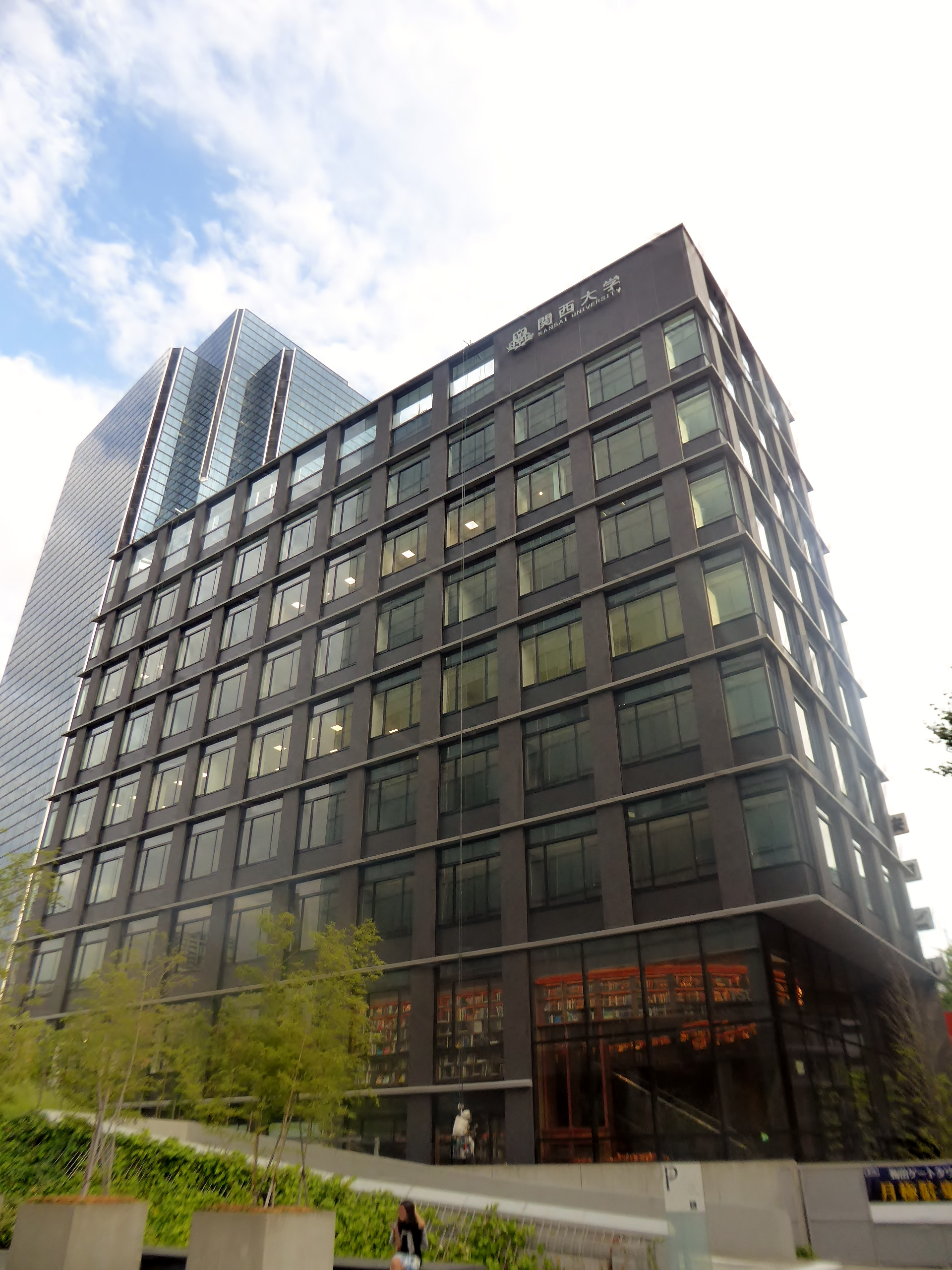
Campus d'Umeda.
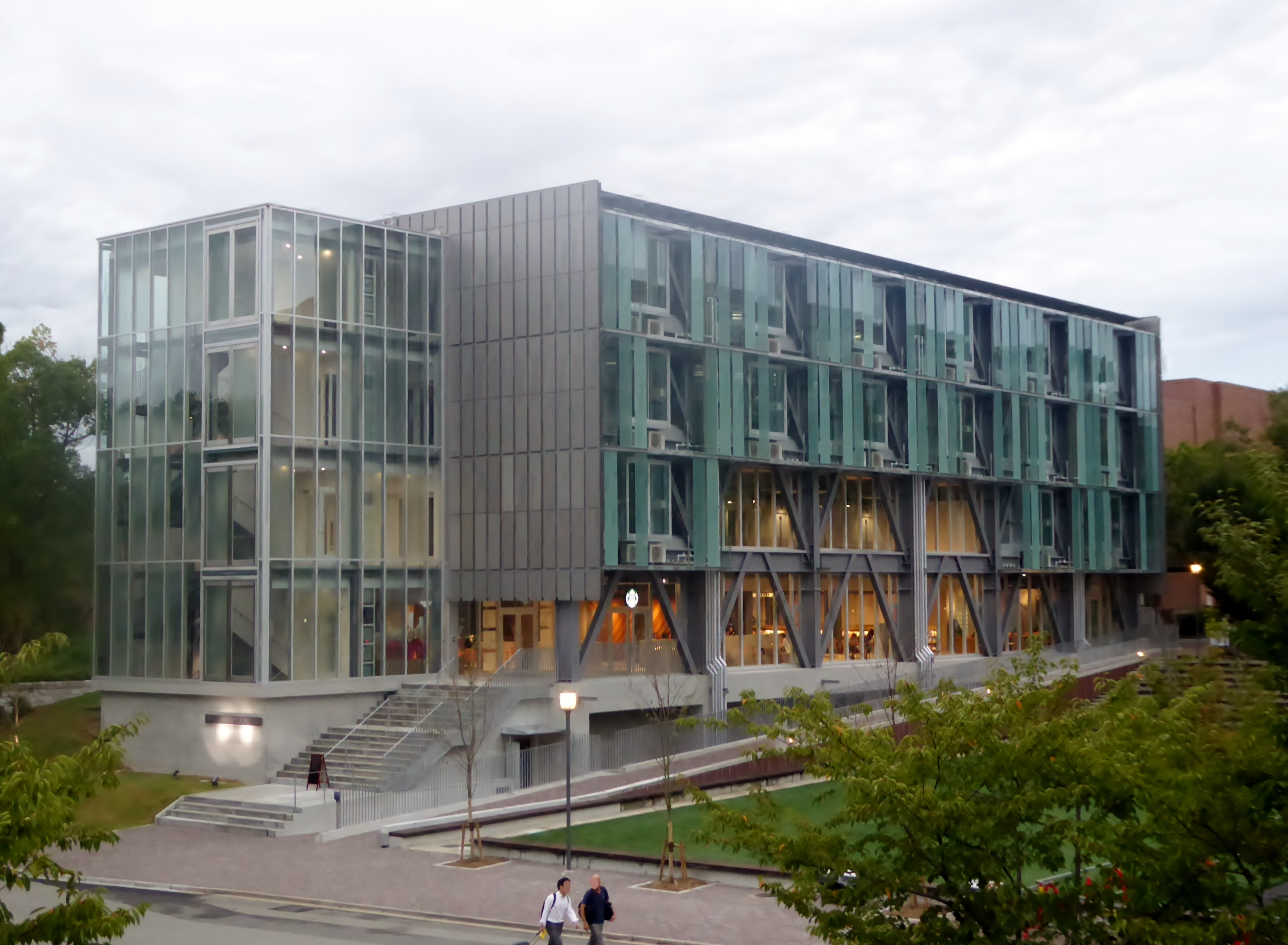
Innovation Center

## Vie étudiante

### Festival et traditions
L'Université du Kansai organise, chaque mois de novembre, le festival Kandai, qui attire 50,000 personnes venant observer 150 activités organisées par les étudiants en fonction de leurs activités extra-scolaires. Le festival est aussi connu pour son concert où se produisent des artistes connus[réf. nécessaire].

### Sports
Le match de baseball qui se tient deux fois par an entre l'université Kansai et celle de Kwansei Gakuin, appelé Kankansen (関関戦), est la manifestation la plus visible de la rivalité entre ces deux universités, dont il est le point d'orgue.
L'Université du Kansai fait également partie des Kansai Big 6, un tournoi de baseball qui oppose les grandes universités du Kansai (Kyoto, Kwansei Gakuin, Dōshisha,　Ritsumeikan, Kindai).

## Anciens étudiants de l'Université du Kansai
Politique / Economie
- Fumio Ootsubo - Président de Panasonic[réf. nécessaire].
- Kagemasa Kouzuki - Président de Konami.
- Kenichi Fujita  - Président de Siemens Co., Ltd.
- Syukuo Ishikawa - Président de Bandai Namco Holdings.
- Tamio Yoshimatsu - Président de Coca-ColaWest.
- Tadashi Takezaki  - Président de TMS Entertainment[réf. nécessaire].
- Yoshio Nishimura - Président de TV Asahi et Asahi Broadcasting Corporation[réf. nécessaire].
- Yoshihiro Yamane -　Président de Nippon Television[réf. nécessaire].
- Francis Fukuyama - Philosophe, économiste et chercheur.
- Tetsuzo Fuyushiba - Homme politique.
- Deok-jun Oh - Directeur Représentant, KOTRA (Korea Trade-Investment Promotion Agency).
- Yeong-hwan Kim - Fondateur de la Force aérienne de la République de Corée.
- Ok-gyu Bak - Lieutenant général de la Marine de la République de Corée.
- Akira Nishino, homme politique
- Takae Itō, femme politique
- Sōhei Kamiya, homme politique

Arts et divertissement
- Hiroki Kikuta - Compositeur
- Takashi Shimura - Acteur
- Hitomi Yaida - Chanteuse.
- Kanako Nishi - Écrivaine, Prix Naoki en 2014.
- Sekihan Kin - Écrivain.
- Tomoyuki Tanaka - Producteur de film.
- Hisaichi Ishii - Mangaka
- Hideji Hōjō - Écrivain, dramaturge.
- Zhāng liángzé - Romancier et critique (Taiwan).

Sports
- Daisuke Takahashi - Jeux olympiques d'hiver de 2010, Médaillé de bronze.
- Kenkichi Oshima - Jeux olympiques d'été de 1932, Médaillé de bronze.
- Masamitsu Ichiguchi- Jeux olympiques d'été de 1964, Médaillé d'or.
- Nobunari Oda - Palmarès des championnats du monde juniors de patinage artistique, Médaillé d'or.
- Tatsuki Machida - Championnats du monde de patinage artistique 2014, Médaillé d'argent.